# Óscar Curieses
Óscar Curieses de las Heras (Madrid, 1972) es un escritor, poeta, narrador y periodista español.
Es autor de los libros de poesía Sonetos del útero (Bartleby Editores, 2007), Dentro (Bartleby Editores, 2010), Hay una jaula en cada pájaro (Ya lo dijo Casimiro Parker, 2013), Constitución Española (Ya lo dijo Casimiro Parker, 2021) y Libro de los Icebergs (Varasek Ediciones, 2022).
Su libro de narrativa Hombre en azul (2014), sobre el pintor Francis Bacon, desafía y juega con el lector en un texto híbrido que oscila entre la ficción, el diario personal y el ensayo. Fue elegida por el crítico Alberto Olmos como uno de los mejores libros de ese año.
Ha publicado el ensayo titulado En el cine de Auster (Huerga y Fierro, 2021) sobre el escritor y cineasta afincado en Nueva York Paul Auster, con prólogo de Manuel Gutiérrez Aragón. Este libro constituye el único trabajo hasta la fecha dedicado a la totalidad de la filmografía del escritor estadounidense: Smoke, Blue in the Face, Lulu on the Bridge y La vida interior de Martin Frost. El libro, además, incluye la transcripción de una conversación entre Óscar Curieses y Paul Auster sobre su cine, así como una breve guía sobre el Nueva York de Paul Auster, que publicó el diario El País.
En 2024 ha publicado Tengo la impresión de que el cielo se prepara para la lluvia (Espasa 2024), un libro de relatos acompañados de los dibujos de Andrés Rábago, también conocido como El Roto. 
Asimismo Óscar Curieses ha colaborado con otros artistas en la producción de obras mixtas cercanas a la performance: Biolencias (2007) junto al director de cine David Reznak, El grito es un movimiento inacabado (2013) con el colectivo AMC313, Dentro (2015) de la coreógrafa francesa Catherine Diverrès, Lejos está el que mira (2018), Cuaderno 210: El espectro de Marie Curie (2020) con la compositora Edith Alonso, y Train to Machado (2019), Casi un libro de icebergs (2020) y La barba de Walt Whitman (2020), que se insertan en el proyecto La poesía si es que existe (2019) en colaboración con Pablo Ramírez.
En 2022 y 2023 ha comisariado la exposición OPS, El Roto, Rábago: Una microhistoria del mundo en el Centro José Guerrero de Granada, y el Círculo de Bellas Artes de Madrid, para la que también ha realizado el catálogo en el que se incluye un volumen de cuentos en diálogo con la obra de Andrés Rábago. 
Como periodista ha colaborado con medios como El País, Zenda, Muy Historia, Muy Interesante, Muy Arte, Cuadernos Hispanoamericanos, El Imparcial, Quimera, etc.

## Publicaciones
- Sonetos del útero (Bartleby editores, 2007). Poesía.

- Dentro (Bartleby editores, 2010) Poesía.

- Hay una jaula en cada pájaro (Ya lo dijo Casimiro Parker, 2013) Poesía.

- Hombre en azul (2014). Narrativa.

- En el cine de Auster (Huerga y Fierro, 2021). Ensayo.
- Constitución Española (Ya lo dijo Casimiro Parker, 2021). Libro-performance-intervención.

- Libro de los Icebergs (Varasek Ediciones, 2022). Poesía.
- La fábrica en silencio (RM editores, 2022). Narrativa. Incluido en el catálogo OPS, El Roto, Rábago. Una microhistoria del mundo. Narrativa.
- Tengo la impresión de que el cielo se prepara para la lluvia (Espasa, 2024). Narrativa.

## Traducciones
- La célula de Oro de Sharon Olds (Bartleby Editores, 2017).

- La comedia eléctrica de Rolando Pérez (Amargord Ediciones, 2017).
- Óvulos en la mano. Antología comentada de Sharon Olds (Ya lo dijo Casimiro Parker, 2023).
- Sharon Olds (I Premio Internacional Joan Margarit de poesía, La cama sol, 2023).

## Antologías
- Todo es poesía menos la poesía (Eneida, España, 2004), Coordinada por Gonzalo Escarpa con prólogo de Espido Freire.
- Palabras sobre palabras: 13 poetas jóvenes de España (Santiago Inédito, Chile, 2010), coordinada por Julio Espinosa Guerra.
- Poesía experimental española (Calambur, España, 2012), coordinada por Alfonso López Gradolí.
- Barcos sobre el agua natal: Antología de poesía hispanoamericana para el siglo XXI (Ediciones Leteo/España y Literal Ediciones/México, 2012), coordinada por Rafael Saravia (España) y Jocelyn Pantoja (México).
- Streets Where to Walk Is to Embark: Spanish Poets in London (Shearsman, Inglaterra, 2019), coordinada por Eduardo Moga y traducida por Terence Dooley.
- Mejorando lo presente. Poesía española última: posmodernidad, humanismo y redes.. Martín Rodriguez Gaona. Random House Mondadori.

- Revista Shearsman n.º 79 y 80. Traducción al inglés por Valentino Gianuzzi.

- Revista Sand, Berlin's English literary journal, n.º 4. Traducido al inglés por Lara Konrad.

## Comisariado
- Comisariado y catálogo de la exposición OPS, El Roto, Rábago. Una microhistoria del mundo en el Centro José Guerrero de Granada. 2022.
- Comisariado y catálogo de la exposición OPS, El Roto, Rábago. Una microhistoria del mundo en el Círculo de Bellas Artes de Madrid. 2023.

## Colaboraciones
- La casa del sonido. Obra Radiofónica de la compositora Edith Alonso. 2018.

- Libreto para la Ópera Marie Curie cuaderno 210. 2019.

- Catálogo para la exposición Pasajes. Carlos León en el Centro José Guerrero de Granada. 2018.